# Monàrquids
Els monàrquids (Monarchidae) són una família d'ocells de l'ordre dels passeriformes. Són ocells cantaires petits i insectívors, amb llargues cues. Viuen en zones forestals de l'Àfrica subsahariana, sud-est asiàtic, Australàsia i en un bon nombre d'illes del Pacífic. Només unes poques són migratòries. Fan nius en forma de tassa que moltes espècies decoren amb líquens.

## Morfologia
- Es tracta d'una família gran i molt diversa d'ocells generalment arboris (excepte el gènere Grallina). Tendeixen a un aspecte estilitzat, amb grans becs, sobretot en algunes espècies.
- El color del plomatge va des de tons foscos com el del monocrom Symposiachrus axillaris, fins a l'espectacular Carterornis chrysomela.
- La cua generalment és llarga; arriba a espectacular en el cas dels papamosques del paradís, del gènere Terpsiphone.
- El grau de dimorfisme sexual és variable, anant des de les espècies amb els dos sexes idèntics, com Pomarea nigra, fins aquelles amb diferències molt marcades, com ara Metabolus rugensis. En algunes espècies, com ara Terpsiphone mutata, els mascles tenen dues o més varietats de color.

## Hàbitat i distribució
La major part de les espècies se'n troben als boscos i zones forestals. Les espècies que viuen en els boscos més oberts tendeixen a viure en els nivells superiors dels arbres, però, en els boscos més densos, viuen en la zona central i inferior. Altres hàbitats ocupats pels monàrquids inclouen la sabana i els manglars. Grallina cyanoleuca es presenta en la major part dels hàbitats australians excepte als deserts més secs.
Aquests ocells es distribueixen pel vell món. A l'extrem occidental de la seva àrea de distribució el trobem a l'Àfrica subsahariana, Madagascar i les illes de l'oceà Índic tropical. També els trobem a l'Àsia meridional i al sud-est asiàtic, fins al Japó, Nova Guinea i la major part d'Austràlia. Han arribat també fins a moltes illes del Pacífic, on se'n troben diversos gèneres endèmics a Micronèsia, Melanèsia i Polinèsia, fins en indrets tan llunyans com Hawaii i les Illes Marqueses.
La majoria són sedentaris, però algunes espècies són parcialment migratòries i un, Myiagra cyanoleuca, és totalment migrador. Altres espècies també fan moviments migratoris.

## Reproducció
Els monàrquids són generalment monògams, amb les parelles romanent unides tota l'estació (com en el cas dels papamosques del paradís africà) o tota la vida (Chasiempis sandwichensis). Només tres espècies són conegudes per cooperar en la cria, però hi ha moltes espècies encara no estudiades. En general són territorials i defenen territoris al voltant de 2 hectàrees de grandària, però algunes espècies es poden agrupar als seus llocs de nidificació cooperant de manera estreta. Els nius tenen forma de copa oberta, fets en una forquella o en una branca. En algunes espècies els nius poden ser molt conspicus. Ponen 2 – 4 ous blancs amb petites taques o punts bruns.

## Taxonomia
Moltes de les espècies que formen aquesta família havien estat assignades a altres grups, en gran manera sobre la base dels caràcters morfològics o de comportament. Amb els nous coneixements generats pels estudis d'hibridació ADN de Sibley i col·laboradors, cap al final del segle xx, va quedar clar que aquestes aus aparentment no relacionades eren descendents d'un avantpassat comú. Sobre aquesta base es va incloure aquest grup com una subfamília dels dicrúrids (Dicruridae). Christidis i Boles els van donar més tard el rang de família.
Segons la classificació del Congrés Ornitològic Internacional (versió 13.1, 2023), aquesta família conté 16 gèneres amb 106 espècies:
- Gènere Hypothymis, amb 4 espècies.
- Gènere Trochocercus, amb dues espècies.
- Gènere Terpsiphone, amb 17 espècies.
- Gènere Chasiempis, amb tres espècies.
- Gènere Pomarea, amb 9 espècies.
- Gènere Mayrornis, amb 3 espècies.
- Gènere Neolalage, amb una espècie: monarca de les Banks (Neolalage banksiana).
- Gènere Clytorhynchus, amb 5 espècies.
- Gènere Metabolus, amb una espècie: monarca blanc de Chuuk (Metabolus rugensis).
- Gènere Symposiachrus, amb 21 espècies.
- Gènere Monarcha, amb 8 espècies.
- Gènere Carterornis, amb 4 espècies.
- Gènere Arses, amb 4 espècies.
- Gènere Grallina, amb dues espècies.
- Gènere Myiagra, amb 22 espècies.